# Surrender (песня Cheap Trick)
«Surrender» — песня американской рок-группы Cheap Trick с их третьего студийного альбома Heaven Tonight (1978).
В июне того же 1978 года (то есть на следующий месяц после выхода альбома) песня была издана отдельным синглом. В США она стала для группы их первой песней, которой удалось попасть в «Горячую сотню» журнала «Билборд» (в этом чарте она достигла 62 места).
В 2004 году журнал Rolling Stone поместил песню «Surrender» в исполнении группы Cheap Trick на 465 место своего списка «500 величайших песен всех времён». В списке 2011 года песня находится на 471 месте.